# Edelsteenslijperij

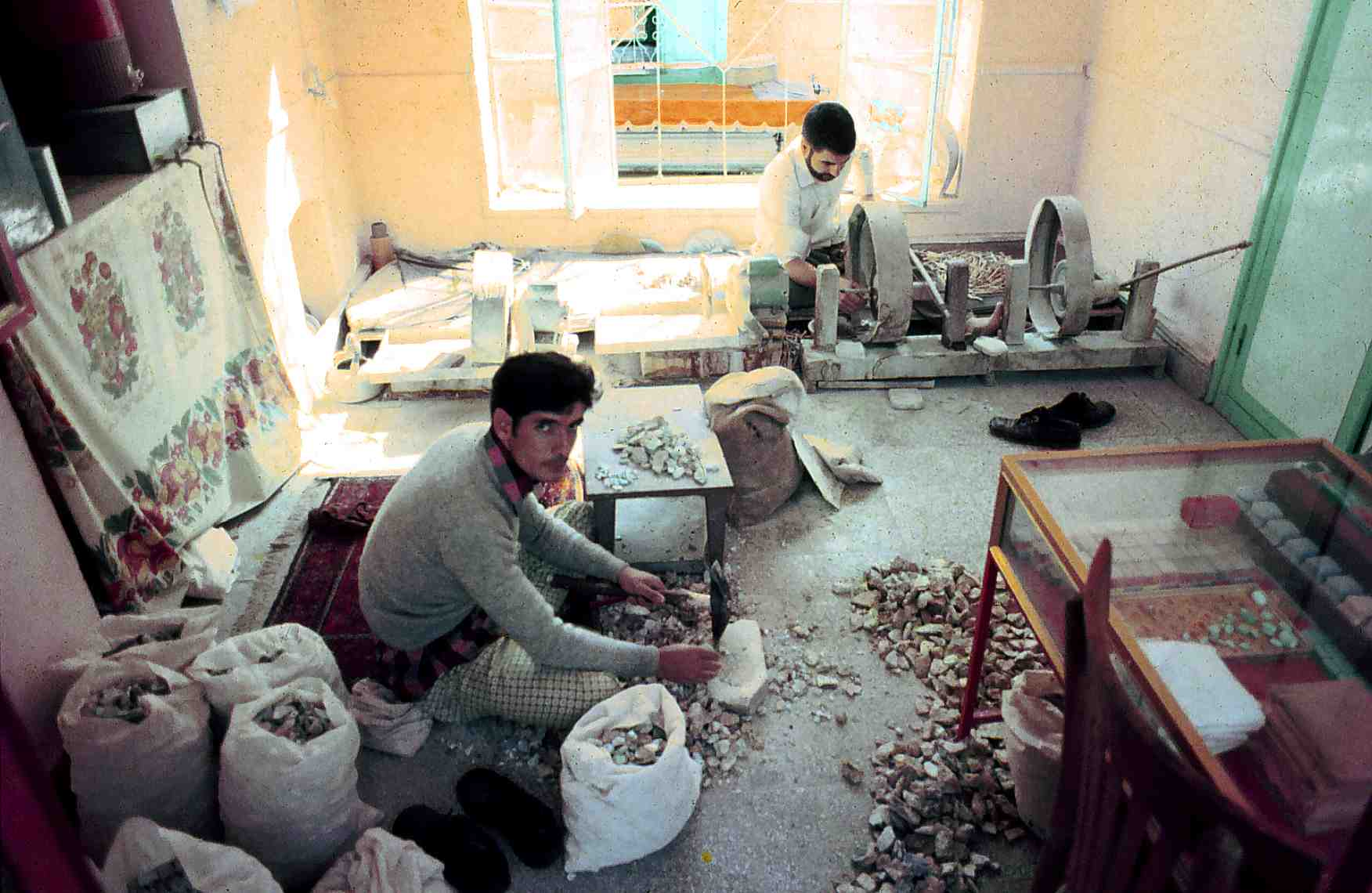
Turkoois wordt geslepen in Iran, 1973

Een edelsteenslijperij is een bedrijf dat zich bezighoudt met het slijpen van rotsstukken, mineralen, edelstenen en andere duurzame materialen (barnsteen, zeeschelpen, git, parels, copal, bloedkoraal, hoornen, been, glas en andere synthetische materialen)
om deze zo te kunnen verwerken tot decoratieve en/of functionele gebruiksvoorwerpen als gemmen, cabochons en meer complexe facetontwerpen. Diamantslijpers worden vanwege hun zeer gespecialiseerde technieken die benodigd zijn voor het slijpen van diamanten over het algemeen niet tot de edelsteenslijpers gerekend.